# Gara di cibo
Per gara di cibo si intende una gara in cui i partecipanti competono tra loro per consumare la più grande quantità di cibo entro il tempo a disposizione. Il concorrente che consuma il maggior numero di pietanze viene dichiarato vincitore. Tale disciplina, nata negli Stati Uniti, ha avuto diffusione mondiale e viene talvolta praticata da professionisti.

## Storia
Le prime gare di cibo risalgono al ventesimo secolo negli Stati Uniti e vedevano i concorrenti sfidarsi nel mangiare il maggior numero di torte alle fiere provinciali. Durante i primi anni del Novecento, questi eventi vennero usati dall'esercito statunitense per incoraggiare il patriottismo durante la prima guerra mondiale. Il 4 luglio del 1916 venne tenuta la prima gara di hot dog presso il ristorante Nathan's Famous di Coney Island (New York): evento che dagli anni settanta viene tenuto a cadenza annuale e al quale assistono oggi migliaia di spettatori. Le gare di cibo oggi includono diverse federazioni e vantano diversi "campioni" fra cui Joey Chestnut, che nel 2018 ha detenuto un record mondiale consumando 74 hot dog in dieci minuti, Takeru Kobayashi, che contribuì a rendere più nota questa attività vincendo tutte le gare di hot dog del Nathan's Famous dal 2001 al 2006, Sonia Thomas e Eric Booker. Oggi le gare di cibo sono diffuse in tutto il mondo e vengono praticate soprattutto, oltre che negli USA, in Canada, nel Regno Unito e in Asia.

## Caratteristiche
Le gare di cibo vengono tenute fra un numero molto variabile di concorrenti che hanno lo scopo di consumare la più grande quantità di alimenti nel breve arco di tempo a disposizione. Solitamente esse durano dieci minuti, ma non mancano alcune competizioni che durano dodici o trenta minuti. Il concorrente che ingerisce il maggior numero di pietanze viene dichiarato vincitore. I piatti serviti ai concorrenti sono molto variabili e includono hot dog, pizze, hamburger, cupcake, gelati, bistecche, le cosiddette Buffalo wings, pieroghi e molto altro. Solitamente durante i concorsi vengono offerti premi che possono essere in denaro.